# المعالجة الأولية الحديثة للمياه
المعالجة الأولية الحديثة للمياه وهي العملية التي يتم فيها معالجة المياه عن طريق استخدام تنقيات حديثة (وتعتمد على الأغشية بشكل أساسي) من دون اللجوء إلى المعالجات الكيميائية (مع الملاحظة أنه يتم إضافة بعض المواد لتسريع العملية).. والغرض منها هو إزالة جزء كبير من المواد العالقة بالمياه كذرات التراب والبكتيريا.
هذه العملية هي أول مرحلة من مراحل تحلية المياه أو الزملحة (انظر تحلية المياه) وتعتمد بشكل أساسي على الفلترة أو على مبدأ الاعتراض المباشر
هذه العملية مكلفة في البداية بسبب تقنية الأغشية والمرشحات المستخدمة وتحتاج إلى مهارة في الإدارة والتعامل مع المشاكل التي قد تظهر، بالإضافة إلى أنها تستهلك طاقة كبيرة إذا ما قورنت بالمعالجة الأولية التقليدية للمياه.. ومن مميزاتها أنها لا تتطلب مساحات شاسعة من الأرض وتنتج مياه ذات جودة ثابتة وعالية بغض النظر عن مصدر المياه المأخوذ فتقلل تكلفة استبدال غشاء التناضح العكسي.
وتتلخص هذه العملية في ثلاثة مراحل:
1. إزالة المواد الكبيرة وذلك بتمرير المياه من خلال شبكة تحجز المواد ذات الحجم الكبير نسبيا
2. إضافة بعض المواد الكيميائية (بحسب المرشح المستخدم) لتحسين عملية الترشيح والمعروفة باسم المخثر[4]
3. ترشيح المياه باستخدام المرشحات

## عوامل يجب الانتباه لديها
بالإضافة إلى العوامل التي يجب الانتباه إليها والمذكورة في عوامل يجب الانتباه لديها، هذه العملية تعتمد بشكل أساسي على سلامة المرشح والذي يحتم علينا استخدام بعض المواد الكيميائية أو يمنعها وذلك يعتمد على نوع المرشح المستخدم والمادة المصنوعة منه وحجم الثغور فيه

## إزالة المواد الكبيرة
انظر موقع الشبكة الحاجزة ومادتها

## إضافة المواد الكيميائية
وذلك يتم قبل تعريض المياه للمرشح، وهذه المواد تعرف بالمخثر. ويتم إضافة المخثر بكميات محددة ويتم غالبا استهداف الجزيئات الأصغر حتى تتخثر وتتجمع وبالتالي تصبح ذات حجم أكبر من الفتحات الموجودة في المرشح فيتم التخلص منها وهي تكون عادة أكسيد الحديد الثلاثي.
هناك مواد مختلفة يتم إضافتها إلى المياه وذلك بحسب حجم الثغور في المرشح، فكلما صغرت الثغور كلما قلت المواد الكيميائية المستخدمة أو فُضِّل عدم استخدامها .

## الترشيح
هناك عدة مرشحات مستخدمة وتختلف باختلاف حجم الثغور ونوعية المرشح المستخدم. ويعتمد مبدأ الترشيح على فارق الضغط المتواجد بين المياه ذات العوالق والمياه المصفاة. وتاريخها يرجع إلى 1960 عندما تم قبولها في عالم الصناعة. وحاليا يتم تقسيم المرشحات والتفريق بينهم مقارنة بين حجم الثغور المتواجدة في المرشح، وتنقسم إلى التالي:
1. مرشح الميكرون (Microfiltration)
2. مرشح الألترا (Ultrafiltration)
3. مرشح النانو (Nanofiltration)
4. مرشح التناضح العكسي (Reverse Osmosis)[5]

وبالعادة يتم استخدام أول نوعين من المرشحات كعملية أولية لتنقية ومعالجة المياه، وحاليا يتم دراسة استخدام النوع الثالث وتصنيفه بشكل أفضل

مرشحات الميكرون والألترا تتكون عادة من مواد تعرف بالمكثور العضوي كمتعدد الإيثيلين و متعدد الايثر الكبريتي (polyether sulfone) وغيرها. وأيضا قد يتم تصنيعها من مواد غير عضوية كالسيراميك والزجاج والمعادن (وهذا النوع تحت البحث والتطوير انظر مجالات البحث والتطوير).

وينقسم المكثور العضوي إلى مجموعتين وهما المكثور العضوي الماص للمياه والمكثور العضوي الطارد للمياه 

رسم توضيحي لكيفية عمل المرشح وطريقة اعتراضه للعوالق ذات الحجم الأكبر من الثغور

## اقرأ أيضا
- مرشحات المياه
- تحلية المياه
- تعقيم المياه
- المعالجة الأولية التقليدية للمياه
- الفرز الغشائي الكهربائي
- التناضح الأمامي
- مرشح النانو
- مرشح الميكرون
- مرشح الألترا
- مرشح التناضح العكسي
- غشاء التحلية
- تبخير فجائي
- تناضح عكسي
- التقطير